# Епархия Кампуса
Епархия Кампуса (лат. Dioecesis Camposina) — епархия Римско-Католической церкви с центром в городе Кампус-дус-Гойтаказис, Бразилия. Епархия Кампуса входит в митрополию Нитероя. Кафедральным собором епархии Кампуса является церковь Святейшего Спасителя.

## История
4 декабря 1922 года Римский папа Пий XI издал буллу «Ad supremae Apostolicae Sedis», которой учредил епархию Кампуса, выделив её из apxиепархии Нитероя. Первоначально епархия Кампуса входила в митрополию Рио-де-Жанейро.
26 марта 1960 года епархия Кампуса передала часть своей территории в пользу возведения новой епархии Нова-Игуасу и вошла в митрополию Нитероя.
18 января 2002 года на территории епархии Кампуса была образована Персональная апостольская администратура святого Иоанна Марии Вианнея, которая была создана Римским папой Иоанном Павлом II специально для епископа Личинио Рангела и группы католических священников-традиционалистов, придерживающихся Тридентской мессы и находящихся в литургическом общении со Святым Престолом.

## Ординарии епархии
- епископ Henrique César Fernandes Mourão (1.05.1925 — 16.12.1935), назначен епископом Кафеландии
- епископ Octaviano Pereira de Albuquerque (16.12.1935 — † 3.01.1949), персональный архиепископ
- епископ Антониу де Кастро Майер (3.01.1949 — 29.08.1981)
- епископ Carlos Alberto Etchandy Gimeno Navarro (29.08.1981 — 9.05.1990), назначен архиепископом Нитероя
- епископ João Corso (12.10.1990 — 22.11.1995)
- епископ Roberto Gomes Guimarães (22.11.1995 — 8.06.2011)
- епископ Roberto Francisco Ferrería Paz (с 8 июня 2011 года — по настоящее время)

## Источник
- Annuario Pontificio, Libreria Editrice Vaticana, Città del Vaticano, 2003, ISBN 88-209-7422-3
- Булла Ad supremae Apostolicae Sedis, AAS 15 (1923), стр. 485  (лат.)